# 猿和田站
猿和田站（日语：／ Saruwada eki */?）是位於新潟縣五泉市土堀，屬於東日本旅客鐵道（JR東日本）的磐越西線車站。

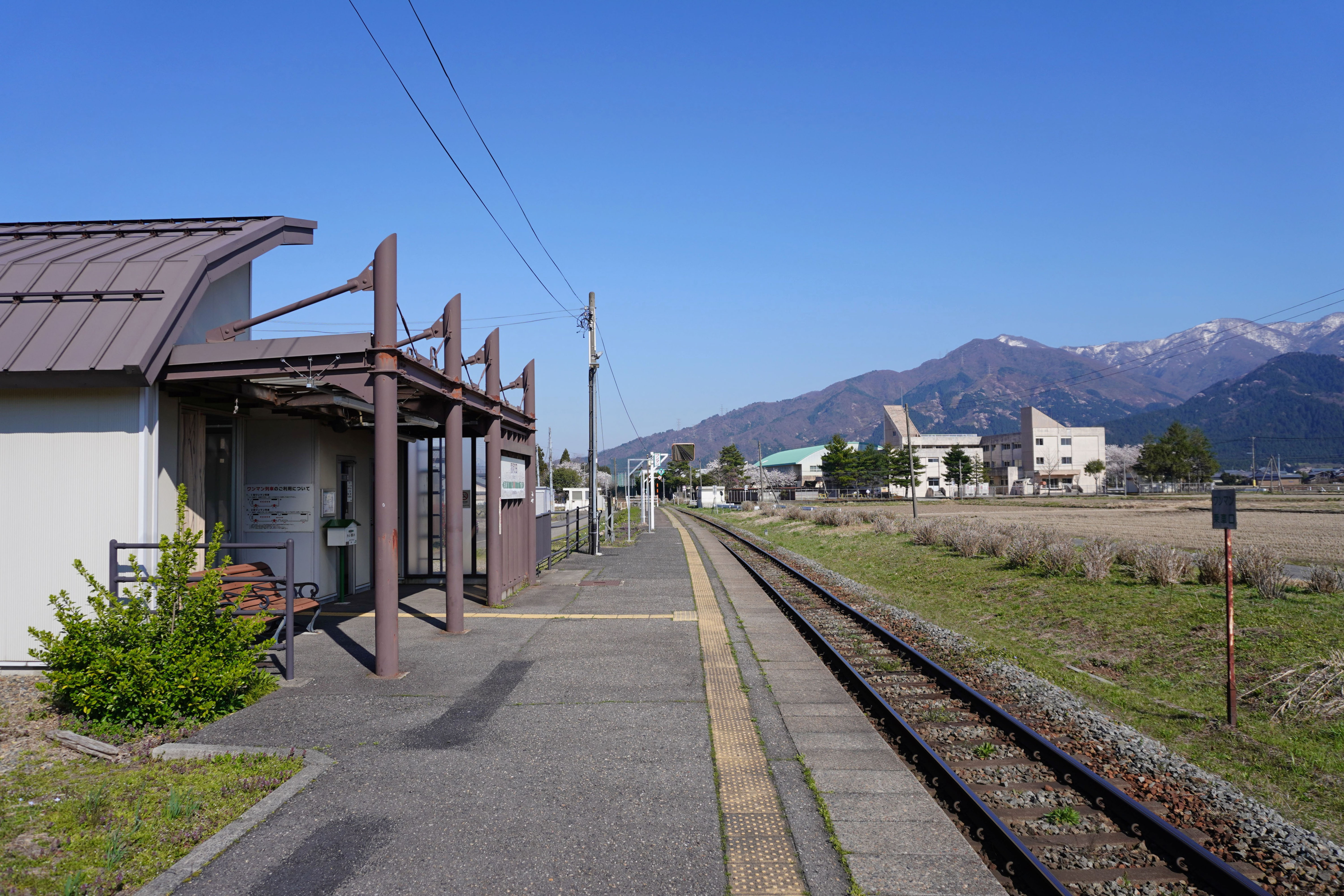
月台（2023年4月）

## 歷史

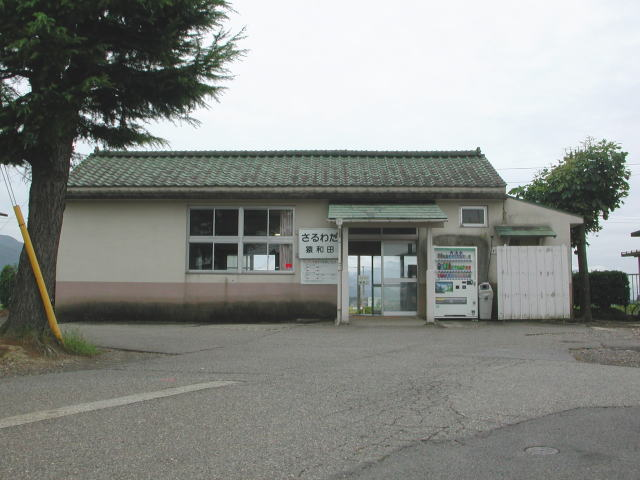
舊站房（2004年9月）

- 1951年（昭和26年）4月1日：隨著新津至馬下之間開始設有汽油車行走，此汽油車停留所啟用[3]。
- 1955年（昭和30年）8月15日：升級至車站[1]。
- 1985年（昭和60年）3月14日：成為無人車站。
- 1987年（昭和62年）
  - 4月1日：伴隨國鐵分割民營化，車站由東日本旅客鐵道（JR東日本）營運[4]。
  - 11月：行人隧道落成[5]。
- 2009年（平成21年）9月16日：車站大樓翻新[6][2]。
- 2014年（平成26年）3月15日：同日時間表修正起，馬下至五泉之間日間減少1往返班次，而該時段的快速「阿賀野」下行停靠此站。

## 車站構造
此站是地面車站，設有1面1線的單式月台。此站是由新津站管理的無人車站。車站正面內右邊設有候車室，左邊則設有廁所。候車室內設有簡易自動售票機。車站大樓東邊（步行約1分鐘）則設有行人隧道。

## 車站周邊
- 國道290號（日语：国道290号）
- 猿和田郵局
- 五泉警署猿和田駐在所
- 五泉市立川東中學
- 五泉市立川東小學

## 相鄰車站
東日本旅客鐵道（JR東日本）
■磐越西線
□快速「阿賀野」（下行停靠）、■普通
馬下－猿和田－五泉

## 注腳
1. 1 2 3 4  . 東日本旅客鉄道.   [2014-10-26]. （原始内容存档于2020-10-20） （日语）.
2. 1 2 3 4 5 6 7  . 週刊JR全駅・全車両基地 (朝日新聞出版). 2013-08-04, (50): 26 （日语）.
3. ↑  讀賣新聞　昭和26年3月1日新潟版
4. ↑  『交通年鑑 昭和63年版』 交通協力會，1988年3月。
5. ↑  『地下道完成で”駅裏”近くに 五泉・猿和田駅』昭和62年11月7日新潟日報下越版
6. ↑  交通新聞　平成21年9月25日

## 外部連結
- 車站資訊（猿和田）：東日本旅客鐵道（日語）